# كزوارينية
الفصيلة الكزورينيات فصيلة نباتية من ثنائيات الفلقة تشمل ثلاثة أو أربعة أجناس تضم حوالي 70 نوعاً. أهم أجناسها الكزوارينة.

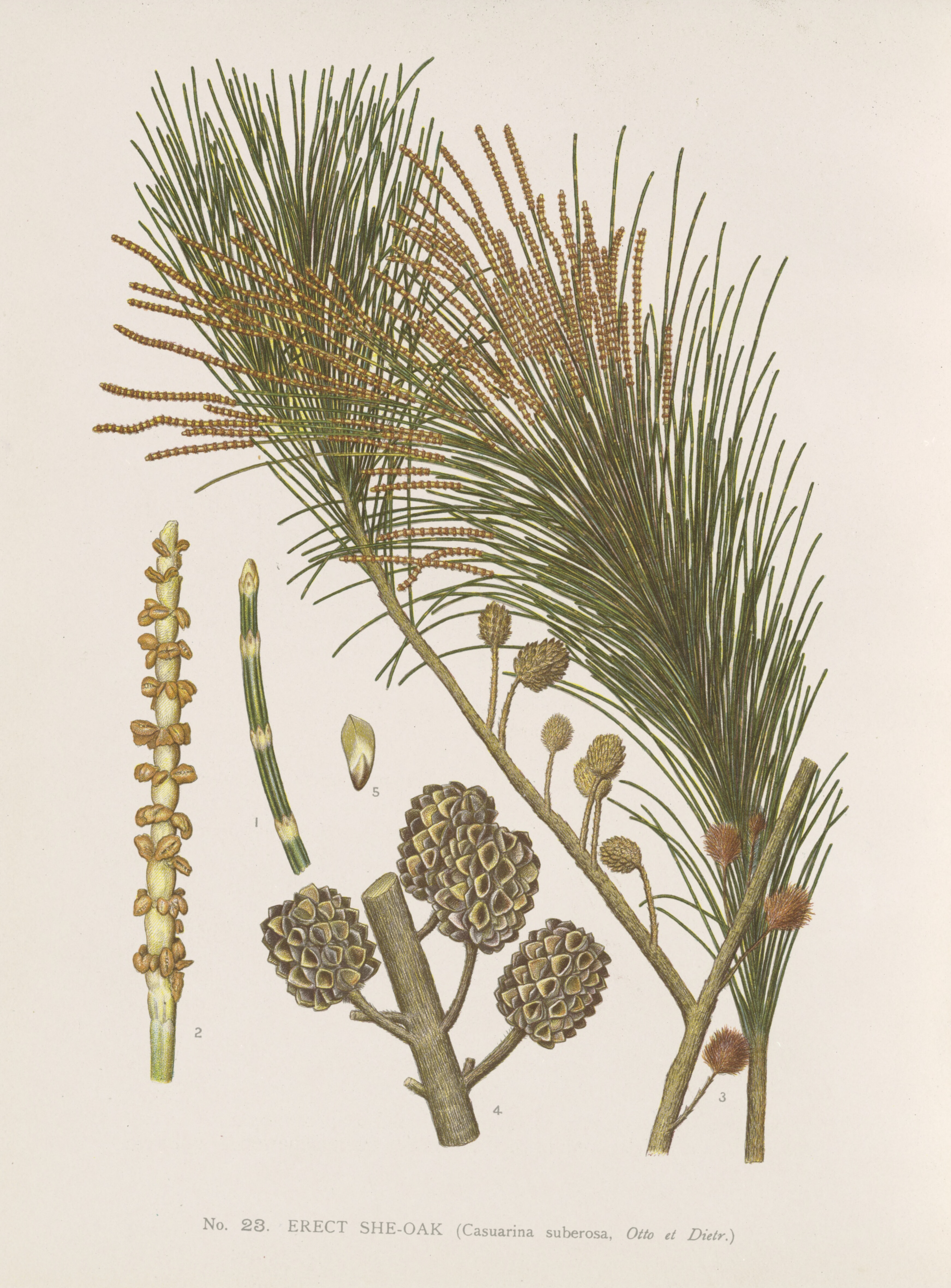
أوراق وثمار الكزوارينة.